# کریس کنراد
کریس کنراد (انگلیسی: Chris Conrad؛ زادهٔ ۳۰ ژوئن ۱۹۷۰) یک هنرپیشه اهل ایالات متحده آمریکا است.
او در فیلم ترفیع بازی کرده‌است.